# Ramon Bueno Ardite
Ramon Bueno Ardite, noto semplicemente come Ramon (San Paolo, 27 settembre 1984) è un giocatore di calcio a 5 brasiliano naturalizzato italiano.

## Carriera

### Calcio
Cresce nelle giovanili del San Paolo dove gioca come centrocampista. Nel 2008, dopo tre stagioni di calcio a 5, torna per un breve periodo al calcio nel Foggia.

### Calcio a 5
Nel 2005 si trasferisce in Italia per giocare a calcio a 5 nella Luparense con cui effettua solamente la preparazione estiva prima di passare al Torino Cesana, in cui milita per tre stagioni.
Nel 2008 passa all'Asti. Con gli orange centra due promozioni consecutive, diventando in breve un punto di riferimento per la squadra e venendo nominato capitano. In otto anni con i neroarancio vince 2 Coppa Italia, 2 Winter Cup e uno scudetto, segnando il rigore decisivo nella finale contro il Real Rieti.
Nel luglio 2016, a seguito del ritiro dei piemontesi dai campionati nazionali, decide di accasarsi alla Luparense dove ritrova il suo ex compagno Edgar Bertoni. A fine stagione vince il suo secondo scudetto in carriera.

### Nazionale
In possesso della doppia cittadinanza, il 18 ottobre 2011 debutta nella nazionale italiana nel corso di una partita amichevole contro il Portogallo.

## Palmarès
- Campionato italiano: 2
Asti: 2015-16
Luparense: 2016-17
- Coppa Italia: 2
Asti: 2011-12, 2014-15
- Supercoppa italiana: 1
Luparense: 2017
- Winter Cup: 2
Asti: 2013-14, 2014-15
- Campionato di Serie A2: 1
Asti: 2009-10 (girone A)
- Coppa Italia di Serie A2: 1
Fortitudo Pomezia: 2021-22
- Campionato di Serie B: 1
Asti: 2008-09 (girone A)